# Feofytin

Molekylmodell

Feofytin är en molekyl som är mycket lik klorofyll men till skillnad från klorofyll saknar Mg2+-joner. I vissa grenar av fotosyntesen är feofytin den första molekylen som tar emot en elektron i elektrontransportkedjan.  I växter sker detta i fotosystem II. Där tar feofytin emot en elektron från klorofyll och skickar den vidare till en plastokinon-molekyl som transporterar den till ett molekylkomplex där cytokrom C utgör den viktigaste beståndsdelen. Både fotosystem II och cytokrom C ligger inbäddade i tylakoid-membranet i kloroplaster. 